# علاج تشخيصي
العلاج التشخيصي أو العلاجيات التشخيصية (بالإنجليزية: Theranostics أو theragnostics)‏ هو تقنية شائعة الاستعمال من تقنيات الطب الشخصي. على سبيل المثال، في الطب النووي، يستعمل دواء مشع في التشخيص بينما يستعمل دواء مشع آخر في علاج ورما سرطانيا. وهذا ما معناه أنه في العلاج التشخيصي يستعمل الدواء للتصوير التشخيصي النووي وكذلك العلاج الإشعاعي مما يستهدف مسارا حيويا معينا.
من أقدم الأمثلة على ذلك استخدام اليود المشع لعلاج مرضى سرطان الغدة الدرقية. ومن الأمثلة الأخرى الأجسام المضادة المشعة المضادة لعنقود التمايز-20 (مثل توسيتوموماب) لعلاج اللمفوما، والراديوم-223 لعلاج نقائل العظام، ولوتيشيوم-177 (العلاج بالنظائر المشعة لمستقبلات الببتيد [الإنجليزية]) لعلاج الأورام الصماء العصبية ولوتيشيوم-177 لعلاج سرطان البروستات. ومن بين المواد الكيميائية الكاشفة المستخدمة بشكل شائع فلوروديوكسي غلوكوز، باستخدام النظير الفلور 18.